# 사동초등학교 (경남)
사동초등학교는 대한민국 경상남도 사천시 사천읍 웅동안길 13-7 (두량리)에 있었던 공립 초등학교이다.

## 연혁
- 1945년 7월 15일 사동공립국민학교 개교
- 1983년 3월 5일 병설유치원 개원
- 1990년 8월 17일 컴퓨터실 개설
- 1996년 3월 1일 사동초등학교로 개칭
- 1999년 2월 10일 제49회 졸업식(누계 2318명)
- 1999년 9월 1일 사천초등학교로 통합